# Naďa Hejná
Pour les articles homonymes, voir Hejná.
Naďa Hejná, née Naďa Pietrová le 6 octobre 1906 à Turócszentmárton (Autriche-Hongrie) et morte le 8 février 1994 à Štiavnička (Slovaquie), est une actrice slovaque.

## Biographie
Naïa Hejná nait à Turócszentmárton, royaume de Hongrie, Autriche-Hongrie (aujourd'hui Martin, en Slovaquie) dans une famille locale éminente appartenant à la petite noblesse. Son grand-père, Ambro Pietor, et son père, Miloš Pietor, sont d'éminents journalistes. Ses deux parents sont des acteurs amateurs. Son frère, Ivan Pietor, est ministre du Commerce et des Transports entre 1945 et 1948. Elle a étudié le commerce à Prague pendant un an, mais a abandonné ses études en raison de contraintes financières et également pour se consacrer au théâtre. Après son retour à Martin, elle joue avec diverses troupes amateurs et travaille dans l'administration du théâtre. En janvier 1944, elle devient actrice du nouveau Slovenské komorné divadlo de Martin.

### Lutte contre le fascisme
Lors du déclenchement du soulèvement national slovaque, Hejná demande à rejoindre le Théâtre du Front, une troupe fondée par l'acteur Andrej Bagar dans le but d'augmenter le moral des rebelles et de promouvoir la résistance antifasciste parmi la population. Néanmoins, elle n'est pas acceptée car cela était considéré comme trop dangereux pour une femme. Elle travaille alors comme animatrice de la radio rebelle à Banská Bystrica.
De 1945 à 1948, Hejná vit à nouveau à Prague pour des raisons familiales : son frère est ministre et son mari travaille dans l'industrie cinématographique. Après le coup d'État tchécoslovaque de 1948, la famille est persécutée. Naďa Hejná et son mari doivent quitter Prague et s'installent dans le village de Štiavnička, près de Martin. Là, elle retourne au théâtre de la ville, où elle est active jusqu'en 1990.
En plus de ses activités sur scène, Hejná apparait dans de nombreux films, notamment Marketa Lazarová (1967), Rêves en rose (1977) et Vergeßt Mozart (1985).

### Mort
Naďa Hejná meurt à Štiavnička le 8 février 1994 à l'âge de 88 ans.
Elle est enterrée dans la tombe familiale au cimetière national de Martin (sk). Une rue de Martin porte son nom.

### Vie personnelle
En 1930, elle épouse le professeur tchèque Vít Hejný. Leur fils est le mathématicien Milan Hejný.

## Postérité
La Radio et Télévision de Slovaquie (Rozhlas a televízia Slovenska) ont réalisé un documentaire sur sa vie.

## Filmographie partielle

### Au cinéma
- 1954 : Pole neorané : Karabkol
- 1959 : V hodine dvanástej : Chladonová
- 1959 : Dom na rázcestí : Kortanová
- 1964 : Senzi mama
- 1967 : Marketa Lazarova : la femme de Laird Rohácek Katerina
- 1970 : Zlocin slecny Bacilpysky : Svorenová
- 1973 : Ocovske pastorale : Matka
- 1976 : Nevesta s nejkrásnejsíma ocima : Babicka
- 1977 : Rêves en rose : Babka
- 1978 : Biela stuzka v tvojich vlasoch : Slaninkova
- 1979 : Listy Juliane
- 1981 : Nevesta k zulíbání : babka Molnárová
- 1981 : Vták nociar : Stará zena
- 1983 : Zbohom, sladké driemoty : Babicka
- 1984 : Mrtvi ucia zivych : paní Herdová
- 1985 : Oldrich a Bozena : Zaríkávacka
- 1985 : Vergeßt Mozart : Salieriho stará matka
- 1985 : Jankove hracky
- 1988 : Stek : Nora Hradská